# Kasyapa Cavus
Il Kasyapa Cavus è una depressione presente sulla superficie di Tritone, il principale satellite naturale di Nettuno; il suo nome deriva da quello assunto, nella mitologia indiana, dal dio Prajapati, sotto forma di tartaruga.